# Лотерея

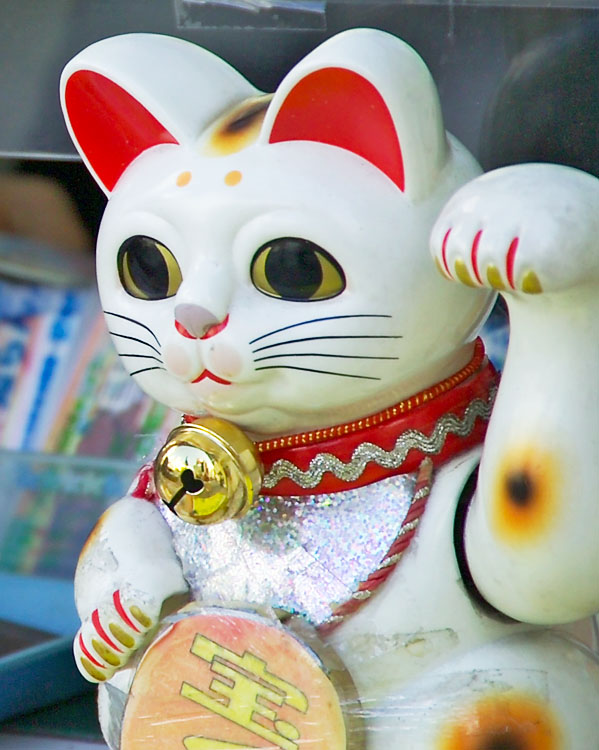
Манекі-неко у Токіо, Японія пропонує купити лотерейні квитки

Лотере́я (італ. lotteria) — організована гра на щастя, у якій передбачено розіграш між її гравцями заздалегідь сформованого грошового фонду. Перемога в ній має випадковий характер і залежить від випадкового випадіння тих чи інших чисел або квитків (долі, lot). Більша частина внесених гравцями коштів йде на формування призового фонду, частина організаторам лотереї, частина виплачується державі у вигляді відрахувань до державного бюджету.

## Історія
Історія лотереї простежується до початку XVI сторіччя, коли вона зустрічається в Голландії. У Італії вона відома з 1530 р., у Франції, куди перейшла з Італії — з 1531 р.

### Лотереї у СРСР
Організація лотерей в СРСР розглядалася, як державна монополія. На пропаганду лотерей витрачалися певні засоби, випускалися фільми (Зигзаг успіху, Спортлото-82). Головна мета — збір коштів для побудови спортивних об'єктів та фінансування спортсменів.
Частина лотерейних білетів розповсюджувалась «добровільно-примусово» — як «доважок» до покупки, «на здачу», замість певної суми при видачі зарплати. Лотереї поширювали профспілкові активісти, комсорги і партробітники. (Крилатими стали вирази з фільму «Діамантова рука»: «Хто візьме квиточків пачку, той отримав водокачку», «А не братимуть — відключимо газ».)
Перший розіграш радянської лотереї «Спортлото» відбувся 20 жовтня 1970 року, коли вперше в СРСР закрутився тиражний барабан, і восьмирічна Маша Обухова вийняла з нього першу щасливу кульку з цифрою 30. Саме в цей день в Москві, в Центральному Будинку журналіста відбувся перший тираж першої в історії держави спортивно-числової лотереї «Спортлото 6 із 49». Причиною появи цієї лотереї стало рішення Спорткомітету СРСР у 1969 році поборотися за право проведення літніх Олімпійських ігор. Реалізація подібного плану, вимагала великих фінансових витрат, а радянський спорт і без цього споживав суттєві кошти з державного бюджету. Представники комітету вивчали досвід інших країн і звернули увагу на спортивні лотереї, які з успіхом проводилися за кордоном. Так, у 1970 році, у якості експерименту була організована спортивно-числова лотерея «Спортлото 6 з 49».
З огляду на те, що в «Спортлото» щотижня грали приблизно 7 млн чол., і приносили вони близько 140 млн руб., а ще одна спортивна лотерея під назвою «Спринт» — 368 млн, існує думка, що бюджет Олімпійських ігор на 80 % складався з грошей радянського лотерейного гравця.
На ці гроші були побудовані 78 спортивних споруд, 34 реконструйовано. Тільки в Києві було реконструйовано 7 стадіонів, у тому числі «Республіканський стадіон» (нині «Олімпійський»), побудовані готелі «Русь» і «Братислава», а так само база в Конча-Заспі. Після проведення Олімпіади-80 кошти, отриманні від продажу лотерей, йшли на розвиток масового спорту.
Нині в Росії лотереї поширюються двома лотерейними брендами — Столото і Національна Лотерея.

### Лотереї в Україні
Згідно Закону «Про державні лотереї в Україні», лотерея — масова гра, незалежно від її назви, умовами проведення якої передбачається розіграш призового (виграшного) фонду між її гравцями і перемога в якій має випадковий характер, територія проведення (розповсюдження) якої поширюється за межі однієї будівлі (споруди), незалежно від способу прийняття грошей за участь у такій грі.
Хоча державна монополія на випуск та проведення лотерей прямо не закріплена законом, в Україні діють виключно державні лотереї. Державними вважаються лотереї, які передбачають наявність призового фонду у розмірах не менш як 50 % від суми отриманих доходів, а також відрахувань до Державного бюджету України в розмірі не менше ніж 25 % від доходів, що залишаються після відрахувань до призового фонду. У бюджеті 2011 року закладена стаття доходу у близько 65,9 млн гривень з «відрахування коштів, отриманих від проведення державних грошових лотерей».
З 2001 року державні лотереї в Україні організовують три компанії — «М.С.Л.», «Патріот» та «Українська національна лотерея».
У 2015 році проти компаній «М. С.Л.» та «Патріот» було введено санкції, які передбачали припинення їх діяльності на території України. Проте пізніше санкції були зняті у зв'язку з відсутністю порушень.
Виготовлення, зберігання, придбання, перевезення, пересилання, ввезення в Україну з метою збуту, а також збут підроблених білетів державної лотереї в Україні є кримінально караним діянням Кримінальний кодекс України [Архівовано 25 листопада 2009 у Wayback Machine.], ст. 199.

## Математичні механізми лотерей і психологія гравців
Заздалегідь оцінюються витрати на організацію і проведення лотереї, на виплату призового фонду. Залежно від стратегічних установок організаторів лотереї і їх оцінки суспільних очікувань цільової групи, проводиться розподіл виграшного фонду по категоріях виграшів. Найчастіше пропонується багато дрібних виграшів (вартістю 1-3 лотерейних білетів), і декілька великих (квартири, автомобілі, комп'ютери). Значні засоби використовуються для реклами самої лотереї, і на демонстрацію «щасливчиків».
Сучасні виробники постійно представляють нові проєкти, спрямовані на підвищення привабливості миттєвих лотерей для користувачів. Розробляються цифрові платформи, створюються скретч-ігри для мобільних пристроїв, розширюється асортимент моделей.